# Z4 (computer)
Lo Z4 fu il primo computer digitale elettro-meccanico commerciale del mondo. Venne sviluppato dall'ingegnere tedesco Konrad Zuse e venduto dalla sua società, la Zuse Apparatebau. Il primo esemplare venne completato nel 1944.
Venne installato nell'ETH Zürich (Svizzera) nel settembre del 1950. Nel 1954 lo Z4 venne trasferito all'istituto Franco-Allemand des Recherches de St. Louis in Francia, dove operò fino al 1959. Attualmente lo Z4 è esposto al Deutsches Museum a Monaco di Baviera.
Lo Z4 spinse l'ETH a costruire un suo computer, (progetto gestito da Ambrousius. P. Speiser) chiamato ERMETH, acronimo di; Elektronische Rechenmaschine ETH".
Nel 1950/1951 lo Z4 fu l'unico computer digitale presente nel continente Europeo ed il primo computer digitale venduto al mondo, precedendo il Ferranti Mark 1 di cinque mesi (il Ferranti Mark 1 fu però il primo computer elettronico commerciale al mondo) e l'UNIVAC I di dieci mesi. La società di Zuse sviluppò altri computer, tra i quali si segnalano lo Z11, acquistato da aziende e università, e lo Z22, il primo computer basato su memorie magnetiche.
Il computer era in grado di eseguire due istruzioni contemporaneamente se queste non entravano in conflitto tra di loro.
Lo Z4 venne utilizzato per lo sviluppo della diga Grande Dixence.
Al 1967 la Zuse KG aveva costruito 251 computer, ma per problemi finanziari la società venne venduta alla Siemens.
Citazione:
(Konrad Zuse)